# Clara Timmermans
Clara Johanna Felicia Maria Timmermans (Lier, 20 november 1922 – aldaar, 29 augustus 2016) was een Vlaams schrijfster, zangeres, grafisch kunstenares en dichteres. Zij was de tweede dochter van Felix Timmermans en zus van Lia, Tonet en Gommaar Timmermans.

## Biografie
Clara Timmermans liep school in Antwerpen en Brussel. Vanaf 1941 volgde ze zang- en pianolessen aan het Antwerpse conservatorium. Eind jaren 40 en begin jaren 50 werd zij een veel gevraagde sopraan met onder andere optredens voor het NIR.
In de jaren daarna schreef ze jeugdliteratuur. Tussen 1967 en 1969 publiceerde ze de jeugdreeks Flory. In 1980 volgde haar debuut als dichteres met de haiku-bundel ‘Een papieren parasol’. Naast haar literair werk was zij ook actief als kunstschilder en tekenares. Tot haar dood in 2016 was ze jarenlang was ze erevoorzitter van de Felix Timmermanskring.

## Publicaties
- Tante Martha komt. (1954, samen met Lia, Tonet en Gommaar Timmermans)
- Zon in het hart. (1961)
- Flory en de groene druiven. (1967)
- Flory en de boogschutter. (1967)
- Flory in de mist. (1968)
- Flory zoekt de jokers. (1969)
- Een Lierse vla van sprookjeskoek. (1976)
- Een papieren parasol. (1980)
- Herinneringen aan Marieke Janssens: Mijn Moeder 1892 – 1982. (1982)
- Langs de waterkant: Haiku en senriu. (1986)

In de reeks Torentjes:
- Het grote avontuur van Christoffel en andere vertelsels. (vol. 18)
- De kermis van kabouter Jefke: en andere vertelsels. (vol. 19)
- Helge en haar beer en andere vertelsels. (vol. 3)